# Paris-Nice 1982
Paris-Nice 1982 est la 40e édition de la course cycliste Paris-Nice. La course a lieu entre le 11 et le 18 mars 1982. La victoire revient au coureur irlandais Sean Kelly, de l'équipe Sem-France Loire, devant Gilbert Duclos-Lassalle (Peugeot-Shell-Michelin) et Jean-Luc Vandenbroucke (La Redoute-Motobécane).
Après le décès de Jean Leulliot, directeur de la course, c'est sa fille Josette assistée d'André Hardy qui reprend  l’organisation.
Toutes les bonifications sont supprimées.

## Participants
Dans cette édition de Paris-Nice 134 coureurs participent divisés en 15 équipes : Peugeot-Shell-Michelin, Sem-France Loire, Wolber-Spidel, DAF Trucks, Puch-Eorotex, La Redoute-Motobécane, Coop-Mercier-Mavic, Wickes-Splendor, Royal-Oliver Tex-Wrangler, Safir-Marc, Europ Decor, Teka, Reynolds et des équipes nationales amateurs de Suisse et des Pays-Bas. L'épreuve est terminée par 79 coureurs.

## Étapes
| Étapes                | Date    | Villes étapes                           | Km       | Vainqueur d'étape     | Leader du classement général |
| --------------------- | ------- | --------------------------------------- | -------- | --------------------- | ---------------------------- |
| Prologue              | 11 mars | Luingne (clm)                           | 5,7 km   | Bert Oosterbosch      | Bert Oosterbosch             |
| 1re étape             | 12 mars | Châlons-sur-Marne - Montereau           | 194,5 km | Jean-François Chaurin | Jean-François Chaurin        |
| 2e étape              | 13 mars | Avallon - Montluçon                     | 214,5 km | Sven-Åke Nilsson      | Jean-François Chaurin        |
| 3e étape              | 14 mars | Vichy - Saint-Étienne                   | 182 km   | Sean Kelly            | Sean Kelly                   |
| 4e étape              | 15 mars | Montélimar - Miramas                    | 175 km   | Adrie van der Poel    | Sean Kelly                   |
| 5e étape              | 16 mars | Miramas - La Seyne-sur-Mer              | 158 km   | Sean Kelly            | Sean Kelly                   |
| 6e étape              | 17 mars | La Seyne-sur-Mer - Mandelieu-la-Napoule | 185 km   | Pierre Bazzo          | Gilbert Duclos-Lassalle      |
| 7e étape, 1er secteur | 18 mars | Mandelieu-la-Napoule - Nice             | 60,3 km  | Sean Kelly            | Gilbert Duclos-Lassalle      |
| 7e étape, 2e secteur  | 18 mars | Nice - Col d'Èze (clm)                  | 11 km    | Sean Kelly            | Sean Kelly                   |

## Résultats des étapes

### Prologue
11-03-1982. Luingne, 5,7 km (clm).
|   | Cycliste         | Équipe                | Temps      |
| - | ---------------- | --------------------- | ---------- |
| 1 | Bert Oosterbosch | DAF Trucks            | 7 min 18 s |
| 2 | Alain Bondue     | La Redoute-Motobécane | + 9 s      |
| 3 | Sean Kelly       | Sem-France Loire      | + 10 s     |

### 1reétape
12-03-1982. Châlons-sur-Marne-Montereau, 194,5 km.
Chaurin remporte l'étape après une échappée en solitaire de 156 km. Il possède 6 minutes d'avances au général sur l'ensemble des concurrents.
|   | Cycliste              | Équipe                | Temps           |
| - | --------------------- | --------------------- | --------------- |
| 1 | Jean-François Chaurin | Sem France-Loire      | 5 h 29 min 50 s |
| 2 | Roger De Vlaeminck    | DAF Trucks            | + 5 min 11 s    |
| 3 | Etienne De Wilde      | La Redoute-Motobécane | m.t.            |

### 2eétape
13-03-1982. Avallon-Montluçon 214,5 km.
|   | Cycliste                | Équipe                 | Temps           |
| - | ----------------------- | ---------------------- | --------------- |
| 1 | Sven-Åke Nilsson        | Wolber-Spidel          | 5 h 55 min 22 s |
| 2 | Gilbert Duclos-Lassalle | Peugeot-Shell-Michelin | + 2 s           |
| 3 | Jean-Luc Vandenbroucke  | La Redoute-Motobécane  | m.t.            |

### 3eétape
14-03-1982. Vichy-Saint-Étienne 182 km.
|   | Cycliste           | Équipe                 | Temps           |
| - | ------------------ | ---------------------- | --------------- |
| 1 | Sean Kelly         | Sem-France Loire       | 4 h 39 min 40 s |
| 2 | Roger De Vlaeminck | DAF Trucks             | m.t.            |
| 3 | Francis Castaing   | Peugeot-Shell-Michelin | m.t.            |

### 4eétape
15-03-1982. Montélimar-Miramas, 175 km.
|   | Cycliste           | Équipe       | Temps           |
| - | ------------------ | ------------ | --------------- |
| 1 | Adrie van der Poel | DAF Trucks   | 4 h 41 min 11 s |
| 2 | Klaus-Peter Thaler | Puch-Eorotex | m.t.            |
| 3 | Roger De Vlaeminck | DAF Trucks   | m.t.            |

### 5eétape
16-03-1982. Miramas-La Seyne-sur-Mer, 158 km.
|   | Cycliste                | Équipe                 | Temps           |
| - | ----------------------- | ---------------------- | --------------- |
| 1 | Sean Kelly              | Sem-France Loire       | 4 h 06 min 11 s |
| 2 | Gilbert Duclos-Lassalle | Peugeot-Shell-Michelin | m.t.            |
| 3 | René Bittinger          | Sem-France Loire       | + 2 s           |

### 6eétape
17-03-1982. La Seyne-sur-Mer-Mandelieu-la-Napoule, 185 km.
Duclos-Lassalle prend la tête de l'épreuve avec 4 secondes d'avance sur Sean Kelly.
|   | Cycliste                | Équipe                 | Temps           |
| - | ----------------------- | ---------------------- | --------------- |
| 1 | Pierre Bazzo            | La Redoute-Motobécane  | 4 h 42 min 15 s |
| 2 | Frédéric Vichot         | Coop-Mercier-Mavic     | + 4 min 03 s    |
| 3 | Gilbert Duclos-Lassalle | Peugeot-Shell-Michelin | m.t.            |

### 7eétape,1ersecteur
18-03-1982. Mandelieu-la-Napoule-Nice, 60,3 km.
|   | Cycliste               | Équipe                | Temps           |
| - | ---------------------- | --------------------- | --------------- |
| 1 | Sean Kelly             | Sem-France Loire      | 1 h 29 min 05 s |
| 2 | Adrie van der Poel     | DAF Trucks            | m.t.            |
| 3 | Jean-Luc Vandenbroucke | La Redoute-Motobécane | m.t.            |

### 7eétape,2esecteur
18-03-1982. Nice-Col d'Èze, 11 km (clm).
Kelly récupère les quatre secondes perdus sur Duclos-Lassalle et remporte le premier de ses sept Paris-Nice.
|   | Cycliste                 | Équipe                | Temps       |
| - | ------------------------ | --------------------- | ----------- |
| 1 | Sean Kelly               | Sem-France Loire      | 20 min 50 s |
| 2 | Alberto Fernández Blanco | Teka                  | + 14 s      |
| 3 | Jean-Luc Vandenbroucke   | La Redoute-Motobécane | + 28 s      |

## Classements finals

### Classement général
|    | Cycliste                 | Équipe                 | Temps            |
| -- | ------------------------ | ---------------------- | ---------------- |
| 1  | Sean Kelly               | Sem-France Loire       | 32 h 03 min 21 s |
| 2  | Gilbert Duclos-Lassalle  | Peugeot-Shell-Michelin | + 40 s           |
| 3  | Jean-Luc Vandenbroucke   | La Redoute-Motobécane  | + 1 min 12 s     |
| 4  | Bert Oosterbosch         | DAF Trucks             | + 1 min 23 s     |
| 5  | Claude Criquielion       | Wickes-Splendor        | + 2 min 05 s     |
| 6  | Stephen Roche            | Peugeot-Shell-Michelin | + 2 min 15 s     |
| 7  | Hennie Kuiper            | DAF Trucks             | + 2 min 49 s     |
| 8  | Alberto Fernández Blanco | Teka                   | + 2 min 50 s     |
| 9  | Michel Laurent           | Peugeot-Shell-Michelin | + 3 min 21 s     |
| 10 | Serge Beucherie          | Sem-France Loire       | + 4 min 34 s     |